# Delta (Brazilië)
Delta is een gemeente in de Braziliaanse deelstaat Minas Gerais. De gemeente telt 7.210 inwoners (schatting 2009). De plaats ligt aan de Rio Grande die aldaar de grens vormt tussen de deelstaten Minas Gerais en São Paulo.

## Aangrenzende gemeenten
De gemeente grenst aan Conquista, Uberaba en Igarapava (SP).

## Verkeer en vervoer
De plaats ligt aan de radiale snelweg BR-050 tussen Brasilia en Santos. Daarnaast ligt ze aan de weg BR-464.